# アオアズマヤドリ
アオアズマヤドリ（Ptilonorhynchus violaceus）は、スズメ目ニワシドリ科アオアズマヤドリ属に分類される鳥類。

## 分布
オーストラリアのクイーンズランド州からビクトリア州（オーストラリア固有種）。
渡りは行わない。

## 分類
本種のみでアオアズマヤドリ属を構成する。
亜種は以下の通り。
- P. v. violaceusはサウス・イースト・クイーンズランド地域からビクトリア州にかけて分布している。
- P. v. minorはケアンズ周辺の亜熱帯雨林に分布している。生息地の多くは世界遺産であるクイーンズランドの湿潤熱帯地域に含まれる。基亜種P. v. violaceusよりも小さく、くちばしが短い。またメスの足の色が濃い。

## 形態
全長27-33cm、体重200-225g。オスの虹彩は薄紫色もしくは明るい瑠璃色。嘴や後肢の色彩は淡黄色。オスは全身が金属のような光沢のある、暗青色の羽毛で被われる。メスの虹彩は明るい瑠璃色で、頭部から上面にかけて灰緑色、腹部は黄色い羽毛で被われ、黒い横縞が入る。翼は赤褐色。くちばしと足は淡い黄色。若鳥の色合いはメスに似る。

## 生態
亜熱帯雨林や湿潤硬葉樹林に生息する。冬季に5-6羽のオスを含む、20羽以上の群れを形成する事もある。
食性は植物食傾向の強い雑食で、主に果実を食べるが、葉や昆虫も食べる。採食は地表で行う。
オスは繁殖期になると、小枝等を平行に組み合わせた構造物（あずまや）を作り、その周囲を青い物で装飾する。収集する物は花びらや鳥の羽、蝶の翅、果実等といった自然の物に限らず、ペットボトルのキャップ、ボールペン、ビニールテープ、紙切れ、ガラスの破片、マッチ箱等の人工物も含まれる。オスは他のオスのあずまやを破壊することもある。
メスがあずまやの近くに現れると、オスはあずまやを飛び越す行動を繰り返し求愛する。メスがオスを受け入れると、あずまやの隙間に入り交尾する。オスが作成したあずまやは繁殖のための巣としては使われず、交尾後にメスは木の枝や葉を組み合わせたお椀状の巣を作り、卵を産む。抱卵や子育てはメスが行い、オスは参加しない。

## 画像

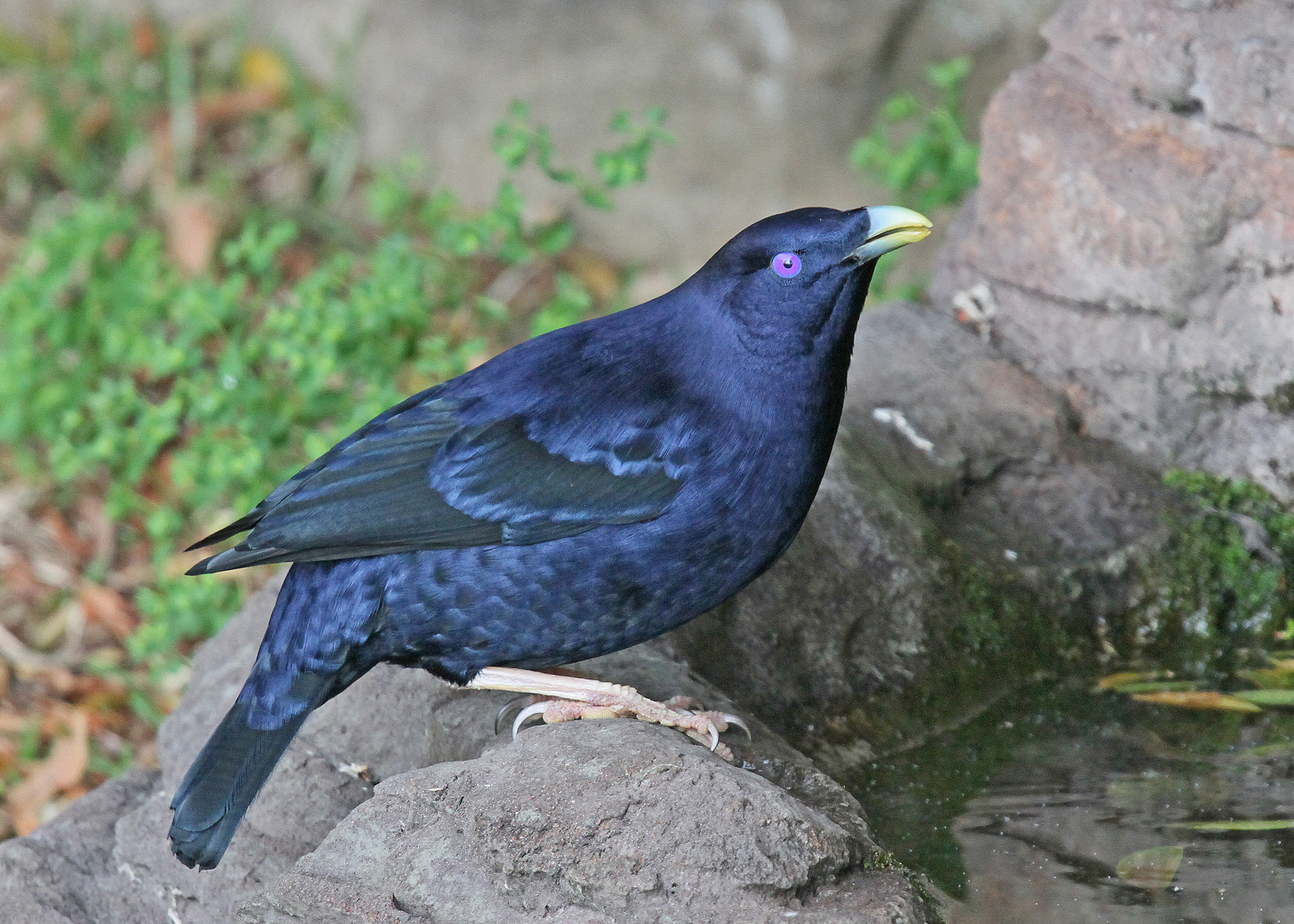
オス
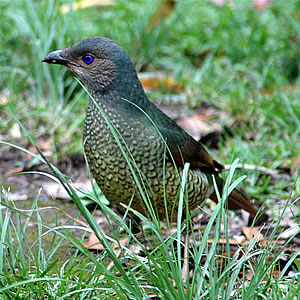
メス
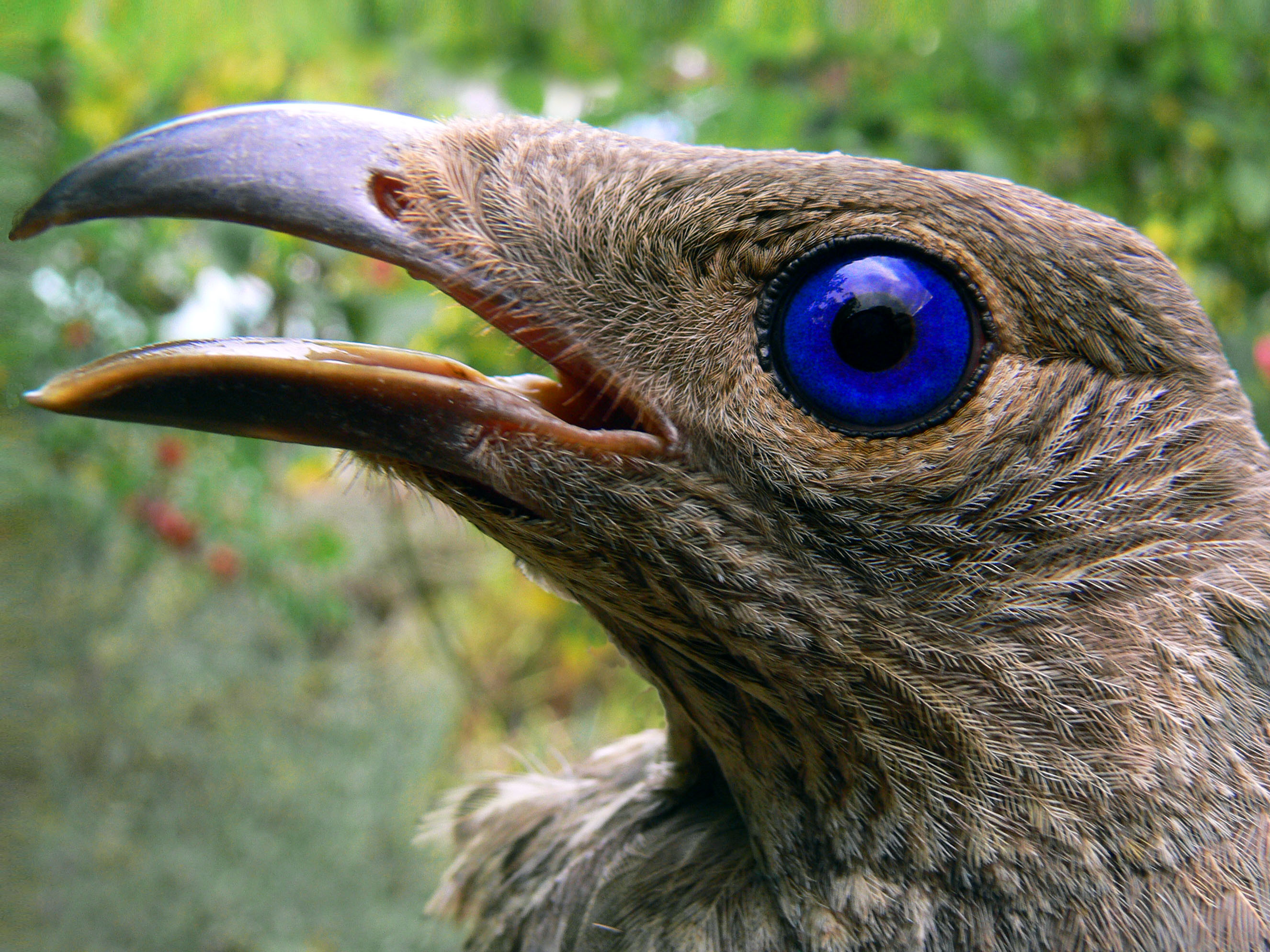
メスの頭部
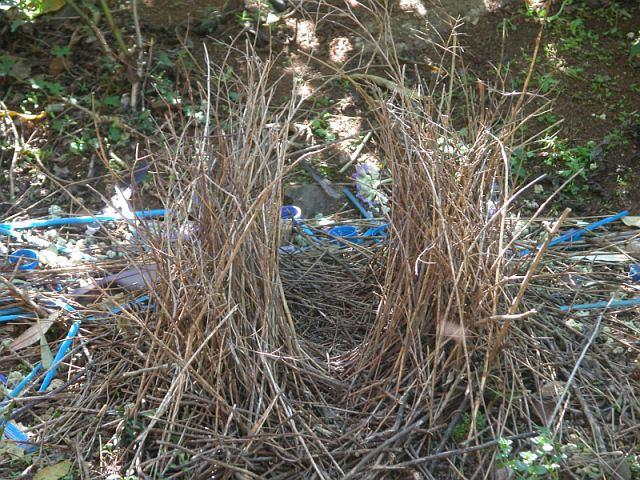
あずまや
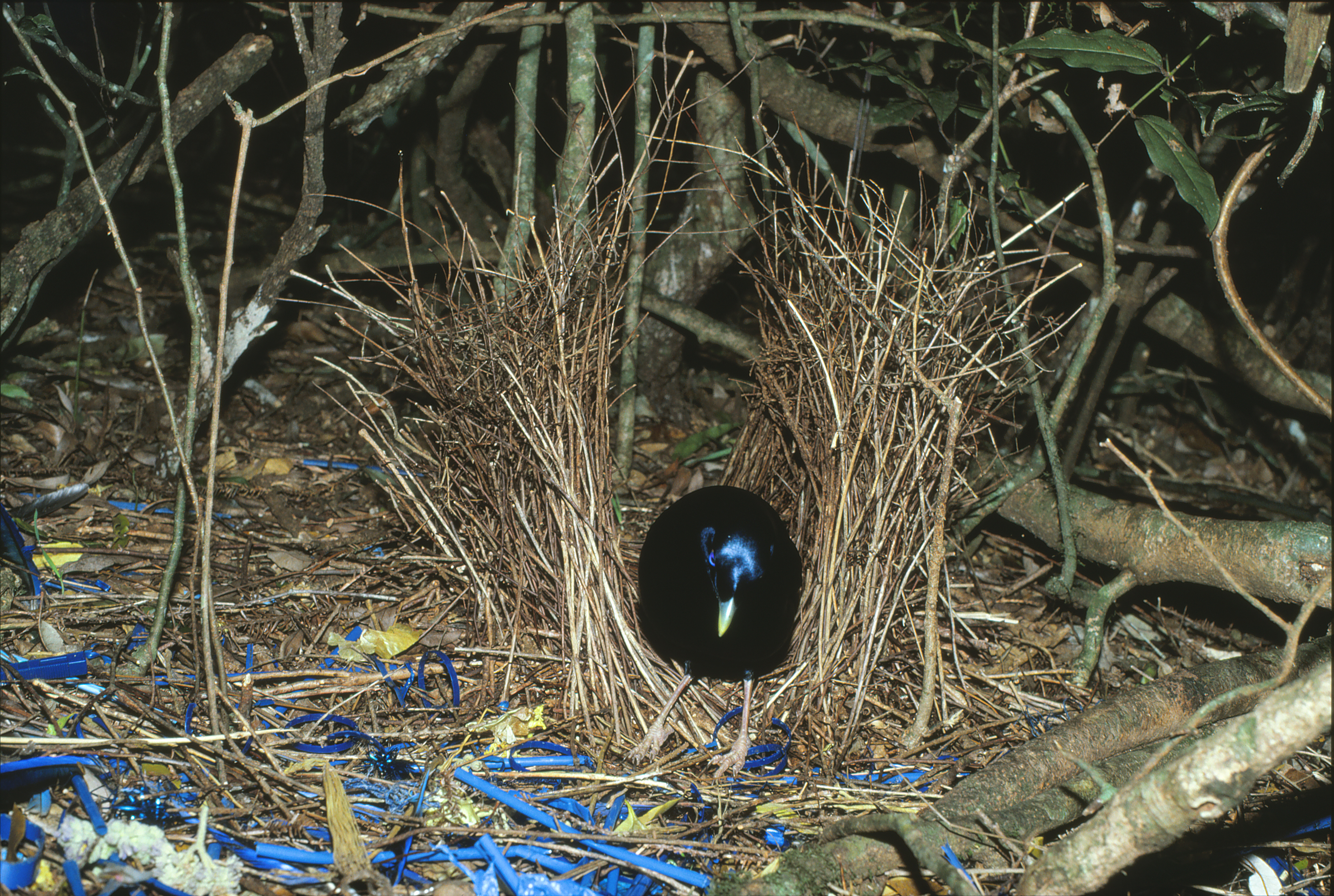
あずまやをつくるオス